# East Syracuse
East Syracuse es una villa ubicada en el condado de Onondaga en el estado estadounidense de Nueva York. En el año 2000 tenía una población de 3178 habitantes y una densidad poblacional de 778 personas por km².

## Geografía
East Syracuse se encuentra ubicada en las coordenadas 43°3′52″N 76°4′13″O / 43.06444, -76.07028.

## Demografía
Según la Oficina del Censo en 2000 los ingresos medios por hogar en la localidad eran de $28 703, y los ingresos medios por familia eran $34 293. Los hombres tenían unos ingresos medios de $34 405 frente a los $24 875 para las mujeres. La renta per cápita para la localidad era de $17 066. Alrededor del 14,7 % de la población estaban por debajo del umbral de pobreza.